# Український народний календар

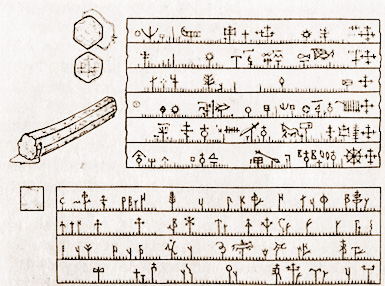
Слов'янські різьблені календарі. XVII століття

Український народний календар, Місяцелік (Руський народний календар, Народний календар східних слов'ян) — календар, східнослов'янська система історично обумовлених дат, подій, спостережень за навколишньою дійсністю, народних свят, інших урочистостей, які в певній послідовності відзначаються протягом року. В основі народного календаря лежить землеробський (аграрний) календар. Крім цього, розрізняють також церковний календар, календар погоди, родинний календар.
Народний календар місяць за місяцем, тиждень за тижнем, нерідко день за днем передбачає відповідно до конкретних умов даного регіону всі сторони і види хліборобської праці, особливості життя, зміни в природі (це функція календаря як прогностика).
Землеробський тип господарства, успадкований з часів загальнослов'янської етнічної спільності, довгі віки визначав характер розвитку всіх сфер економічного і соціального життя східнослов'янських племен. Його вплив відчутно позначився на матеріальній та духовній культурі і, зокрема на традиційних звичаях та обрядах.
Аграрно-виробничий зміст мав народний календар українців, що яскраво засвідчують давньослов'янські за своїй походженням назви місяців. Всі вони безпосередньо пов'язані або з річним колом трудових процесів селянина, або з природними явищами, важливими для сільськогосподарського виробництва. Так, назва місяця «січень» походить від звичаю вирубувати взимку дерева на лісових ділянках, які засівали весною. Лютий — місяць, коли найбільше лютують зимові холоди та заметілі. Березень (у древній Русі — «березозол»), як і січень, отримав свою назву в період підсічного землеробства, коли випалювали березові гаї, звільняючи місце для майбутньої ниви. Квітень — час весняного квітування фруктових дерев. У травні створювались сприятливі умови для випасу худоби. Червень і липень пов'язані із сезоном бджільництва та городівництва: у червні з'являються личинки бджіл (черви) й багато інших черв'яків: городні, садові тощо, а в липні наступає пора цвітіння лип, коли збирали мед — «липовець». Серпень — це час збирання врожаю, де головним знаряддям праці був серп. Решта назв місяців календаря українців має подібну етимологію.
У східних слов'ян канвою землеробського календаря XIX століття служили православні святці — список християнських свят, розподілений по днях і місяцях всього року. Сільськогосподарське осмислення святців призводило до створення «побутових святців», які хоча й мали церковними спільні дати і назви (щоправда, теж у народній редакції), але виконували не релігійну, а виробничо-побутову функцію. Православні святці замінили календар дохристиянських свят, частково витіснивши трансформувавши давні язичницькі вірування і обряди східних слов'ян. За цих умов утворилося так зване двовір'я, в якому важко розрізнити, де кінчається язичництво і починається християнство, настільки все взаємопов'язано.